# 外国語の日本語表記
外国語の日本語表記（がいこくごのにほんごひょうき）では、外国語を日本語のシステムである漢字および仮名に転写する際の一般的な方法を述べ、また、代表的な表記の揺れについて解説する。本項の目的はそれぞれの外国語の解説ではない。また、日本語表記に関する啓蒙・規範作りを目的とするものでもない。過去および現在日本語の両方を話す人たちの間で通用してきた日本語表記を整理して示すことにある。
なお、本項によってウィキペディアにおけるそれぞれの外国語を起源とする単語の表記方法を規定するものではない。

## 総論
日本語は元来文字を持たない言語であった。百済から日本に漢字が伝わると表音的に用いられるようになり、漢字音を日本語および中国語以外の外国語にあて表記することが行われた。上代日本語の転写に漢字を用いた代表的な例として万葉仮名が挙げられる。またインドから伝来した語（ほとんどは仏教用語である）は、中国で漢字により音訳されたものが日本でもそのまま踏襲された。そのような語の例として、仏陀、阿羅漢、また仏教関係の人名などがある。
日本が交渉をもった国はながらく漢字文化圏の民族にのみ限られていたため、全般に中国語での漢字表記を踏襲する事が行われ、外国語の日本語表記は日本語の問題としてほぼ注目されずに来た。状況が変わるのは、16世紀にポルトガル人が来航し、ヨーロッパ文明と接触することが始まってからである。すでに表音文字として確立した仮名をもっていた日本では、ヨーロッパ起源の言葉を仮名で転写することが行われた。そのような語の例として、タバコ、ジャガタラ（ジャカルタ）、デウス、ハライソ（paraíso、天国）などがある。これは完全な転写ではなく、当時日本語で使われなかったP音をは行音（当時は唇音を表した）に当てるなどの現象が行われた。この時代の文献をみると、外国語の転写には必ずしも現在のようにカタカナが使われたわけではなく、むしろ平仮名が多く使われる傾向があった。また漢字の音を借りた当てはめがあまりなかったことも特筆される。とはいえオランダに対する和蘭などの例もあり、またタバコに対する煙草などのように完全に意味のみに着目した、転写以外の表記法の適応も行われた。
その後鎖国が行われ外国語文化の流入は少なくなったが、蘭学などを通じて主にオランダ語を中心として外国語の単語の流入は続いた。しかし外国語の日本語表記が大きな関心を呼ぶのは幕末に開国して以後のことである。現在の外国語の日本語表記の慣習は、ほぼこの幕末の開国時から明治初期に確立している。このときの転写法は、外国語の固有音に配慮しつつ日本語の固有な音に置き換えることを主流とした。
その後、特に第二次世界大戦以後、英語文化の大きな影響を受け、また英語をはじめとする外国語学習が一部知識人だけでなく一般に普及した事により、原語音に忠実な表記が次第に広く浸透しつつある。しかし教科書や新聞など多くの人が読むことを前提とするものでは、現在も日本語に固有な音を重視する転写法が行われている。
長音については、2008年までの日本工業規格(JIS Z8301)では三文字以上の長音符号を省略するとしていたが、2019年のJIS Z8301では、この規定を廃止し、文化庁の国語表記の基準（原則として長音符号は省略しない）を準用するとした事例がある。

## 母音
5母音からなる日本語に、それより多い母音をもつ言語を転写するとき、どのような転写方法を取るかという問題が生じる。これには主に明治期にいろいろな試行錯誤が行われた。川柳「ギョエテとは俺のことかとゲーテ言い」はそのような日本語表記の混乱を題材にしたものである（ヨハン・ヴォルフガング・フォン・ゲーテ#表記と読み）。
現在は次のような傾向が見られる。
- [a] 日本語のア段音へ転写。これは日本語のア音とは異なるが、日本人にとってあまり聞き分けられない音でもある。
- [æ] ア段音に転写する場合と、エ段音に転写する場合がある。ここから表記ゆれが生じることがある。

英語からの場合ア段音が多い。また、[k]又は[ɡ]に後続する場合は/kja/、/gja/とこれを聞いて「キャ」、「ギャ」と転写する場合が多い（英語 cat →「キャット」）。
- [ɑ] アメリカ英語におけるこの音は、実際には「ア」に近く聞こえることが多いが、"o"の綴りで表されることが多いため、ローマ字読みの先入観からか「オ」段で転写されることが多い。ただし、Hollywood（ハリウッド）やvolleyball（バレーボール）などは例外的に、[ɑ]音が「ア」段で転写され、それで定着している。

英語以外の言語の場合、「ア」段で転写されることが多い。
- [œ, ø] エ音に転写する（例：Göthe ゲーテ）場合（ドイツ語など）とウ段音に転写する（例：œuf ウフ）場合（主にフランス語）が多い。またヨに転写することがある（トルコ語など）。
- [y] 「イ段音」＋「ュ」と転写する場合が多い。例：purée ピュレ

t に連続する場合には「チュ」と「テュ」の両方の転写法がある。後者のほうが比較的新しい表記である。例：Tübingen チュービンゲン／テュービンゲン
- 広口の e と狭口の e、どちらも「エ段音」で転写し、区別を設けない。
- [i, ɪ] ほぼ例外なくイ段音として転写する。ただし英語では、綴り字がeのときエ段音の短音として、綴り字が-eyなどのときにエ段音の長音「エー」として転写されることがある。例：valley バレー（もしくはヴァレー）、pocket ポケット（実際のアメリカ英語での発音は「パキット」に近く聞こえることが多い）
- [u] 日本語のウ音とは異なるが、ウ段音で転写する。ただし前の子音によって、特に /ju/ の場合、 [y] と同様に「イ段音」＋「ュ」と転写される場合もある。短母音であるが、前後の音や母音へのアクセントによって長母音のように表記される事がある。例：wool ウール。music ミュージック
- [ʌ] 英語に於けるこの音は、ほとんどの場合「ア」段で転写するが、綴り字が"o"のときなどに「オ」段で転写される場合もある。例：London　ロンドン

シュワーの転写には一元的な規則はない。原語の表記に引きずられた転写が行われる事が多い（英語の場合大抵ア段音になるが、実際には、綴り字が"o"のときはオ段、"i"のときはイ段などといった具合に、綴り字に即した転写も多い。er、orの綴りの場合はア段音としている。）。ドイツ語の場合はエ、フランス語はウとするのが一般的である。
長短の対立がない言語の転写の場合でも、長音記号「ー」を用いることがある。これはアクセントなどにより長くなった母音を示すことが多い。しばしば表記ゆれの原因となる。
また二重母音の表記にはゆれがあり、表記ゆれの原因となる。例えば
- [eɪ] 多くエ段音に長音符号を付して転写する。エ段音＋イで転写する場合もある。例：mail メール／メイル　James ジェームズ／ジェイムズ
- [ou] 厳密な発音は「オウ」に近いが、単なる長母音「オー」で定着していることが多い。例：boat　ボート

ただし、中国語音の場合は「オウ」で転写されることも多い。例：海口（中国の地名）　ハイコウ
一つの語の中で転写方法が食い違っている例もあり、例えば、英語の"owngoal"の、"own"に含まれる"ow"と、"goal"に含まれる"oa"は同じ母音の発音[ou]を表しているが、日本語では「オウンゴール」という表記で定着しており、「オーンゴール」などと表記されることはない。

## 子音
以下は日本語との差異に着目したもので包括的な記述ではない。
- 一般に子音が後続母音を伴わず出現するときは、[n] [m] などンで転写される場合を除き、ウ段音に転写される。例：desk デスク、web ウェブ、flip フリップ

ただし [t] および [d] はそれぞれオ段音であるト・ドで表記される。例：light ライト、drive ドライブ。
[tʃ]および[dʒ]はそれぞれ「チ」、「ジ」と表記される。例：beach ビーチ、badge バッジ
[ks]（英語のxなど）は、「キ＋サ行音」で転写することがある。例：text テキスト、Mexico メキシコ
「jack ジャッキ（車を持ち上げる道具）ジャック(プラグの差し込み口」「strike ストライキ（同盟罷業）ストライク（野球、ボウリング用語）」など、イ段音に転写され、ウ段音（ジャック、ストライク）に転写すると異なる意味になることが定着している語もある。
- 破裂音や破擦音が語末に立つとき、直前の母音が短母音ならば、促音「ッ」が補われることが多い。例：bat バット、bed ベッド、lodge ロッジ

ただし、朝鮮語などに現れる内破音では「ッ」を付けない。例：태백(太白)　テベク（×テベックとは書かない）、호법(戸法)　ホボプ。ただし、鴨緑江（압록강 アムノッカン）を「アムノック川」（강［カン］は「川」という意味）と表記している地図もあり、これは例外的であると言える（規則に従うならば、「アムノク川」と書くことになる）。
- 子音字が2つ連続で綴られていた場合、英語やドイツ語などのように子音の長さに区別がない言語であっても、促音や長子音で転写されることがある。例：batter　バッター　runner　ランナー（butter　バターのように促音に転写しない例は多い）
- 帯気音は通常帯気しない音との差異を転写では示さない。まれに前後に「ッ」などをつけて帯気を表すことがある。
- [v] 明治期にワ行で転写された事があったが、現在新たに語を転写する場合には行われない（V あるいはヴを参照のこと）。バ行で転写される場合と、ウに濁音点をつけた、ヴァ・ヴィ・ヴ・ヴェ・ヴォを用いる場合がある。バ行で転写すると [b] との対立が失われるため、原音に忠実な表記を好むものはウに濁音点をつけた表記を好む傾向がある。但し、一般的に発音上では区別されず、バ行と同じ発音となる。

とくにドイツ語からの転写で、[va]を「ワ」および「ウィ」「ウェ」「ウォ」に転写することは、古く入った語では定着している。例：ワイマール、ワーグナー　ただし最近は特に人名で「ヴ」を用いた転写が行われる傾向にある。ヴァイマル、ヴァーグナー
スペイン語の場合、綴り字の"v"は日本語のバ行に相当する[b]（または[β]）で発音されるため、わざわざ「ヴ」で転写する必要性は生じない。
ロシア語の場合、ドイツ語と同様に古くから入った в (v) は「ワ」行で転写していた。例：Москва (Moskva) モスクワ　Витте (Vitte) ウィッテ　現在では「ヴァ」行で転写することの方が圧倒的に多い。ただし現在でも、姓の女性形の語尾に現れる ва (va) に限っては「ワ」で転写することも少なくない。例：Шарапова (Sharapova) シャラポワ　Захарова (Zakharova) ザハロワ
- [f] フで転写される（日本語のフ音との違いはほとんど意識されない）。母音が連続する場合は、ウ行音で転写される母音を除き、母音を小さな字で書いて用いる。例：fancy ファンシー、food フード（ウ行音）
- [m] 母音が後続する場合にはマ行で転写される。[b][p][m]等両唇音が後続する場合は「ン」で転写され、それ以外の子音が後続あるいは語末の場合は「ム」で転写されることが多い。
- [s] 日本語の「シ」の子音は [s] ではないが、[si] の転写には一般にシが多く使われる。このため意味が全く異なる shit と sit が日本語では同じ「シット」となる。
- [ŋ] 日本語の /N/ にも出現するが、転写においては「ング」とすることが好まれる。但し、中国語、朝鮮語における[ŋ]は多く「ン」とされる。ベトナム語では音節頭でガ行音、音節末で「ン」とされることが多い。
- [ɲ] ニャ、ニ、ニュ、ニェ、ニョと表記されることがある。
- [θ]/[ð] サ行音およびザ行音で転写されることが多い。例：thank you サンキュー。子音が後続する場合には　ス／ズ　で転写されることが多い。例：through スルー。[ð]はスペイン語のように/d/の異音の場合ダ行で転写されることが多い。例：Madrid マドリード。

ギリシア語の場合、それぞれタ行、ダ行での転写が多い。例： Θεσσαλονίκη テッサロニキ
- [x]　ハ行で転写される。母音を直後に伴わないときは直前の母音を末母音として補うことが多い。例：Bach　バッハ　Buch　ブーフ
- [r][l] ともにラ行音で表記される。つまった音を表現するために、イタリア語の転写などではルを小さく書いたもの（ㇽ）で転写することがある。例：ボッティチェㇽリ。
- [t] タ行音で転写されるが、[ti] の転写には表記ゆれが見られる。一般に古く入ったものは「チ」で、第二次大戦後に定着したものは「ティ」で転記される傾向にある。例：チーム (team）・ティーチャー (teacher)。

## 表記の揺れ
原音での発音が同じであっても、それを聞き取った日本人がどのように日本語の音韻に当てはめて知覚するかは個人差があり、表記にゆれが生じる原因となる。特に英語のように、日本語と大幅に異なる母音体系を持つ言語に於いて顕著である。例えば、"volleyball"は「バレーボール」（"o"の短音[ɑ]が日本語の母音の「ア」で転写されている）だが、動詞の"volley"は「ボレー」（[ɑ]が「オ」で転写されている）と書かれる。また極端な例として、"Pollyanna"は「パレアナ」（少女パレアナなど）とも「ポリアンナ」（ポリアンナ症候群、愛少女ポリアンナ物語など）とも表記され、前者はアメリカ英語の原音を重視、後者は綴り字を重視して転写されたものである（現在では後者の表記が一般的）。

## 外国語の日本語表記が行われる場合
近世以前に伝来した語彙を除くと、外国語の日本語表記が行われるのは、日本語の文書において、外来語や外国の人名・地名といった固有名詞等を表記する場合が最も多い。
また、国際音声記号等を解さない外国語学習者が発音を容易に理解できるように、初学者向けの教科書や辞書などにおいては外国語の発音を日本語で表記しているものがある。[l]音を「る」とひらがな表記にしたり、拡張カタカナも採用されている教科書や辞書もある。
日本語に慣れ親しんだ外国語使用者によって、外国語が日本語で表記される場合もある。例えば、在日韓国・朝鮮人の朝鮮語（在日朝鮮語）は、音韻や文法に日本語の影響を強く受けるとともに、日本語からの借用語彙も多く、カタカナを用いて表記される場合もある（詳細は、在日朝鮮語参照）。アイヌ語は、独自の表記体系を有さないためカナ表記が試みられており、日本語にない閉音節等の発音を表記するための拡張カタカナも考案されて、JIS X 0213で規格化されている（詳細は、アイヌ語#文章参照）。

## 諸言語の日本語表記
下記の各諸言語を日本語の仮名に転写する際の特徴を述べる。ただし正確な各諸言語の解説ではない。現在各諸言語と日本語の両方を話す人たちの間で通用している日本語表記を整理して示すことにある。基本的に地名の表記や料理の名称、産物、語学などに用いられる表記を扱う。

### インド・ヨーロッパ語族の日本語表記

#### ロマンス語派の日本語表記
- イタリア語の日本語表記 - イタリア語と日本語は、比較的対応がとれているためカタカナ表記の際に揺れが生じにくいとはいえ、表記の揺れは発生している。このような語は一般的に定着していない語が多い。また、複数の揺れが複合して多数の表記の揺れを持つ単語も多い。検索エンジンでの対応も、イタリア語の外来語には対応していないことが多く、旅行などで調べたい場合に難しくさせている。イタリア語では母音の長短で単語を区別しないが、アクセントのある母音が長く聞こえる事が多い。そこで、日本語で表記する場合に長音記号「ー」を入れてアクセントを示すことがある。ミラノやトリノなど活字による記述が一般的だった頃によく知られた地名などは入れないことが多い。これについては一個人の使用に限定しても揺れが大きい事が多い。
- ナポリ語の日本語表記
- シチリア語の日本語表記
- コルシカ語の日本語表記
- ポルトガル語の日本語表記
- スペイン語の日本語表記 - スペイン語のアルファベット表記は、ほぼ発音に従って書かれているため、いわゆるローマ字読みのように読み下すことによりほぼ正しい発音で読むことができる。スペイン語には長母音はないが、強勢を置くことで他の音よりわずかに長く発音される場合がある。それと別に、短母音のままでカタカナ表記したものを日本語話者が発音すると、アクセント位置がずれることが多い。長母音にするとおのずとその音が強調され、スペイン語話者に通じやすくなる。ただ、スペイン語では語の区別に意味を持たない伸ばした音を文字にすることになり、日本語話者が聞き取った音とも少々離れる。
- ガリシア語の日本語表記
- アラゴン語の日本語表記
- アストゥリアス語の日本語表記
- レオン語の日本語表記
- カタルーニャ語の日本語表記 - カタルーニャ語は方言（地域変種）によって発音がかなり異なる。バルセロナ方言を含む標準的発音（文法書などで書かれ、学習者が主に学ぶことが多い）は強勢の有無によって母音の音価が変わるため、カナ転記の際には注意が必要である。
- バレンシア語の日本語表記
- ガスコーニュ語の日本語表記
- プロヴァンス語の日本語表記
- アラン語の日本語表記
- フランス語の日本語表記
- ノルマン・フランス語の日本語表記
- ガロ語の日本語表記
- ワロン語の日本語表記
- ピカルディ語の日本語表記
- アルピタン語の日本語表記
- シャンパーニュ語の日本語表記
- ヴェネト語の日本語表記
- ロンバルド語の日本語表記
- モナコ語の日本語表記
- ルーマニア語の日本語表記
- モルドバ語の日本語表記
- サルデーニャ語の日本語表記

#### ラテン語の日本語表記
- ラテン語の日本語表記
- 俗ラテン語の日本語表記
- 中世ラテン語の日本語表記

#### ギリシア語の日本語表記
- ギリシア語の日本語表記
- 古代ギリシア語の日本語表記

#### ゲルマン語派の日本語表記
- 英語の日本語表記
- フリジア語の日本語表記
- オランダ語の日本語表記
- フラマン語の日本語表記
- ドイツ語の日本語表記
- アイスランド語の日本語表記
- 古アイスランド語の日本語表記
- ノルウェー語の日本語表記
- スウェーデン語の日本語表記
- デンマーク語の日本語表記
- 古ノルド語の日本語表記

#### ケルト語派の日本語表記
- アイルランド語の日本語表記
- スコットランド・ゲール語の日本語表記
- ウェールズ語の日本語表記
- ブルトン語の日本語表記

#### スラブ語派の日本語表記
- ベラルーシ語の日本語表記
- ウクライナ語の日本語表記 - 日本語への転写において、この影響をもっとも強く受けたのは地名や人名に関する表記であった。原則としては、他の外国語の場合と同様、日本語への転写では国際音声記号(IPA)で定められている標準的な発音に沿ってカタカナで表記することが望ましかったが、ウクライナ語の日本での認知度がきわめて低かったこともあり、ウクライナ語としては疑問点の多いカタカナ転写が数多く誕生した。また、ウクライナ語名、ロシア語名、あるいはポーランド語名などが混在し、かえってわかりにくくなったということもあった。ウクライナ語の日本での認知度は依然として非常に低く、その転写方法も一定していない。また、地名や人名など固有名詞に関してもさまざまな転写が実在し、どの表記が主流であるかも分母となる用例の絶対数が少ないため断定しづらい。
- ロシア語の日本語表記
- ポーランド語の日本語表記
- チェコ語の日本語表記
- スロバキア語の日本語表記
- 上ソルブ語の日本語表記
- 下ソルブ語の日本語表記
- セルビア語の日本語表記
- クロアチア語の日本語表記
- ボスニア語の日本語表記
- スロベニア語の日本語表記
- ブルガリア語の日本語表記
- マケドニア語の日本語表記

#### バルト語派の日本語表記
- リトアニア語の日本語表記
- ラトビア語の日本語表記

#### インド・イラン語派の日本語表記
- ペルシャ語の日本語表記
- タジク語の日本語表記
- ウルドゥー語の日本語表記
- ヒンディー語の日本語表記
- ネパール語の日本語表記

### アフロ・アジア語族の日本語表記
- アラビア語の日本語表記
- ヘブライ語の日本語表記
- マルタ語の日本語表記
- アムハラ語の日本語表記
- コプト・エジプト語の日本語表記
- ベルベル語の日本語表記
- ハウサ語の日本語表記
- ソマリ語の日本語表記

### ウラル語族の日本語表記
- フィンランド語の日本語表記
- ハンガリー語の日本語表記
- エストニア語の日本語表記

### アルタイ諸語の日本語表記
- モンゴル語の日本語表記
- トルコ語の日本語表記
- アゼルバイジャン語の日本語表記
- トルクメン語の日本語表記
- タタール語の日本語表記
- カザフ語の日本語表記
- ウズベク語の日本語表記
- キルギス語の日本語表記
- アルタイ語の日本語表記
- サハ語の日本語表記
- ウイグル語の日本語表記
- 朝鮮語の日本語表記
- チュヴァシ語の日本語表記

### シナ・チベット語族の日本語表記
- 中国語のカタカナ表記
- 上海語のカタカナ表記
- 広東語のカタカナ表記
- チベット語のカタカナ表記
- ビルマ語の日本語表記

### タイ・カダイ語族の日本語表記
- タイ語の日本語表記
- ラーオ語の日本語表記